# Christine Paul-Podlasky
Krystyna Podleska, znana również jako Christine Paul-Podlasky (ur. 21 stycznia 1948 w Londynie) – polska aktorka filmowa, teatralna i telewizyjna.

## Życiorys
Urodziła się w Londynie. Jest córką urodzonego w Imperium Rosyjskim na Uralu Czesława Podleskiego, wywodzącego się z rodziny ziemiańskiej z Kresów Wschodnich oraz Urszuli z domu Lubelskiej, pochodzącej z rodziny polskich Żydów, córki rzeźbiarza Mieczysława Lubelskiego, bratanicy Alfreda Lubelskiego, prawnuczki Filipa Lubelskiego. Rodzice Podleskiej zawarli związek małżeński w 1943 roku, gdy jej ojciec był oficerem 1 Dywizji Pancernej dowodzonej przez gen. Stanisława Maczka.
Uczęszczała do szkoły baletowej Royal Ballet „White Lodge”, której nie ukończyła. W okresie młodzieńczym należała do kontrkultury hippisowskiej. Jest absolwentką Webber Douglas Academy of Dramatic Art w Londynie (1969). Po ukończeniu szkoły zmieniła, za radą dyrektora, pisownię imienia i nazwisko z Christina Podleska na Christine Paul. Do używania właściwego nazwiska – Krystyna Podleska – powróciła dopiero po osiedleniu się w Polsce.
Do Polski przyjechała po raz pierwszy w 1958. Poznała wówczas Stanisława Dygata, przyjaciela ojca z lat młodości, co kilkanaście lat później zaowocowało propozycją głównej roli w filmie Stanisława Lenartowicza Za rok, za dzień, za chwilę....
W latach 1967–1992 występowała w Teatrze Nowym w POSK-u w Londynie. Pracowała również m.in. w Polskim Teatrze Dramatycznym w Londynie, Royal Court Theatre, Richmond Theatre, Phoenix Theatre Leicester, The Almost Free Theatre i Lyric Theatre. Występowała m.in. z Ireną Anders (pseud. art. Renata Bogdańska), Zofią Terné i Henrykiem Vogelfängerem. Reżyserzy i krytycy teatralni doceniali jej talent komiczny, zachwycali się jej urodą i żywiołowością.
Od połowy lat 70. przyjeżdżała okazjonalnie do Polski na zdjęcia do filmów Krzysztofa Zanussiego, Stanisława Lenartowicza, Stanisława Barei i Ewy Kruk. Jej plany rozwoju kariery w Polsce zniweczyło wprowadzenie w grudniu 1981 stanu wojennego – wybrała wówczas dalsze życie w Wielkiej Brytanii. Po śmierci rodziców w 1999 osiedliła się w Zielonkach pod Krakowem. Występowała m.in. w Teatrze Ludowym w Krakowie (w latach 1998–1999, 2002, 2005), gdzie grała m.in. w sztuce Mój boski rozwód, która swą premierę miała 26 czerwca 2005. W 2008 zagrała epizodyczną rolę – Barbarę Podlaską-Dżekson, sąsiadkę Kiepskich i Paździochów, która przybyła ze Stanów Zjednoczonych – w serialu Świat według Kiepskich.
25 stycznia 2014 w Teatrze Druga Strefa w Warszawie odbył się jej benefis z okazji 45. rocznicy pracy artystycznej i 66. urodzin. Jej dorobek filmowy to role w 11 filmach fabularnych (spośród których najbardziej znaną jest rola Aleksandry Kozeł w filmie Miś) i 10 serialach telewizyjnych.
Poza aktorstwem zajmuje się tłumaczeniem sztuk z języka angielskiego na polski.

## Życie prywatne
Jej pierwszym mężem był polski szermierz i zdobywca srebrnego medalu na igrzyskach olimpijskich w Tokio Janusz Różycki, z którym rozwiodła się po siedmiu latach małżeństwa. Następnie wyszła za dyrygenta Jacka Kaspszyka, z którym rozwiodła się po pięciu latach. W latach 1998–2025 była żoną aktora i reżysera Janusza Szydłowskiego.

## Filmografia

### Filmy fabularne
- 1970: Na samym dnie (Deep End) – dziewczyna w białym ubraniu
- 1971: Tragedia Makbeta – tancerka[b]
- 1972: Cyrk wampirów (Vampire Circus) – Rosa
- 1976: Barwy ochronne – Nelly Livington-Pawluk, uczestniczka obozu
- 1976: Za rok, za dzień, za chwilę... – Wanda Borejko
- 1980: Kontrakt – Patrycja, córka Penelopy
- 1981: Miś[c] – Aleksandra Kozeł
- 1983[d]: Palace Hotel – Nicole, córka państwa Lacoste
- 2006: Job, czyli ostatnia szara komórka – nauczycielka angielskiego
- 2008: Jak żyć? – położna
- 2009: Zamiana – Aldona Piesko

### Seriale telewizyjne
- 1975: The Venturers, odc. 4 pt. Gilt Edged – kelnerka (udział gościnny)
- 1975: The Rough with the Smooth, odc. 5 – Sammy (udział gościnny)
- 2003[e]: Tygrysy Europy 2 – pani Helenka, sekretarka Nowaka
- 2008: Ranczo, odc. 31 pt. Radio interaktywne – Belgijka Carol (udział gościnny)
- 2008:  Świat według Kiepskich, odc. 284 pt. Podlaska – Barbara Podlaska-Dżekson; odc. 384 pt. Trzeba zabić tę miłość (2012) – Wioletta
- 2008: Egzamin z życia, odc. 106
- 2009: Niania[f], odc. 126 pt. Na obczyźnie – Krysia z Misia (udział gościnny)
- 2010: Licencja na wychowanie[f], odc. 2 – Marianna Lebiega, przewodnicząca komitetu rodzicielskiego
- 2010: Ojciec Mateusz, odc. 31 pt. Spa – Elżbieta Domaszczyńska
- 2010–2011: Pierwsza miłość – babcia Wanda; taksówkarka, która na zlecenie Sabiny Weksler ścigała samochód prowadzony przez Aleksa Bieleckiego

## Role teatralne
- 1967: Piękna Lucynda (Teatr Polski ZASP, Londyn; reż. Marian Hemar) – trzy role: Terpsychora, Zuzanna i Wawrzonek (specjalnie dopisana dla Krystyny Podleskiej)[4][8][9]
- 1970: Obrona Ksantypy (Teatr Polski ZASP, Londyn; reż. Leopold Kielanowski) – Sofrone[10]
- 1977: Polka prosto z kraju (Teatr Polski ZASP, Londyn; reż. Leopold Kielanowski) – Ewa Morowiec, z kraju, na urlopie w Anglii[11]
- 1978: W małym domku (Teatr Polski ZASP, Londyn; reż. Maryna Buchwaldowa) – Maria, żona doktora[12]
- 1979: Moralność pani Dulskiej (Teatr Polski ZASP, Londyn; reż. Krzysztof Różycki) – Hesia Dulska[13][14]
- 1988: Powróćmy jak za dawnych lat (Teatr Nowy w POSK-u, Londyn; reż. Włada Majewska)[4][15]
- 1989: Żołnierz królowej Madagaskaru (Teatr Nowy w POSK-u, Londyn; reż. Jerzy Wróblewski)[16]
- 1990: Fifty-fifty (Teatr Nowy w POSK-u, Londyn; reż. Bogdan Hussakowski)[17]
- 1995: Zwierzoczłekoupiór (Teatr TV; reż. Mikołaj Grabowski) – matka Bawoła
- 1998: Wieczór kawalerski (Teatr Ludowy w Krakowie, Scena pod Ratuszem; reż. Janusz Szydłowski) – Daphne[18][19]
- 2002: Siostry Parry (Teatr Ludowy w Krakowie. Scena pod Ratuszem; reż. Piotr Szalsza) – Malka
- 2005: Mój boski rozwód (monodram, Teatr Ludowy w Krakowie; reż. Jerzy Gruza) – Angela Kennedy Lipsky

## Przekłady i tłumaczenia
- 2002: Alistair Foot, Anthony Marriott, Bez seksu proszę – współautorstwo przekł. z Anną Wołek
- 2003: John Boynton Priestley, Pan Inspektor przyszedł – współautorstwo przekł. z Anną Wołek
- 2005: Geraldine Aron, Mój boski rozwód – współautorstwo przekł. z Anną Wołek
- 2006: Marie Jones, Kamienie w kieszeniach (spektakl TV) – współautorstwo przekł. z Anną Wołek
- 2008: Mike Leigh, Przyjęcie (spektakl TV, 2009) – współautorstwo przekł. pierwowzoru z Anną Wołek
- 2009: Good Morning, Lenin! (film dokumentalny) – współautorstwo tłum. z Rafałem Dominiczakiem i Alicją Szyszkowiak
- 2011: Steven Markwick, Mały lord (musical) – współautorstwo przekł. z Anną Wołek